# Amata olinda
Amata olinda är en fjärilsart som beskrevs av Swinhoe 1892. Amata olinda ingår i släktet Amata och familjen björnspinnare. Inga underarter finns listade i Catalogue of Life.